# Тріфтерн
Тріфтерн (нім. Triftern) — громада в Німеччині, розташована в землі Баварія. Підпорядковується адміністративному округу Нижня Баварія. Входить до складу району Ротталь-Інн.
Площа — 62,25 км2. Населення становить 5234 ос. (станом на 31 грудня 2020).